# 范氏裸棘杜父魚
范氏裸棘杜父魚，為輻鰭魚綱鮋形目杜父魚亞目杜父魚科的其中一種。分布於中東大西洋區的西薩哈拉海域，屬底棲魚類，深度約水深18至27公尺。